# Corretora de criptomoeda

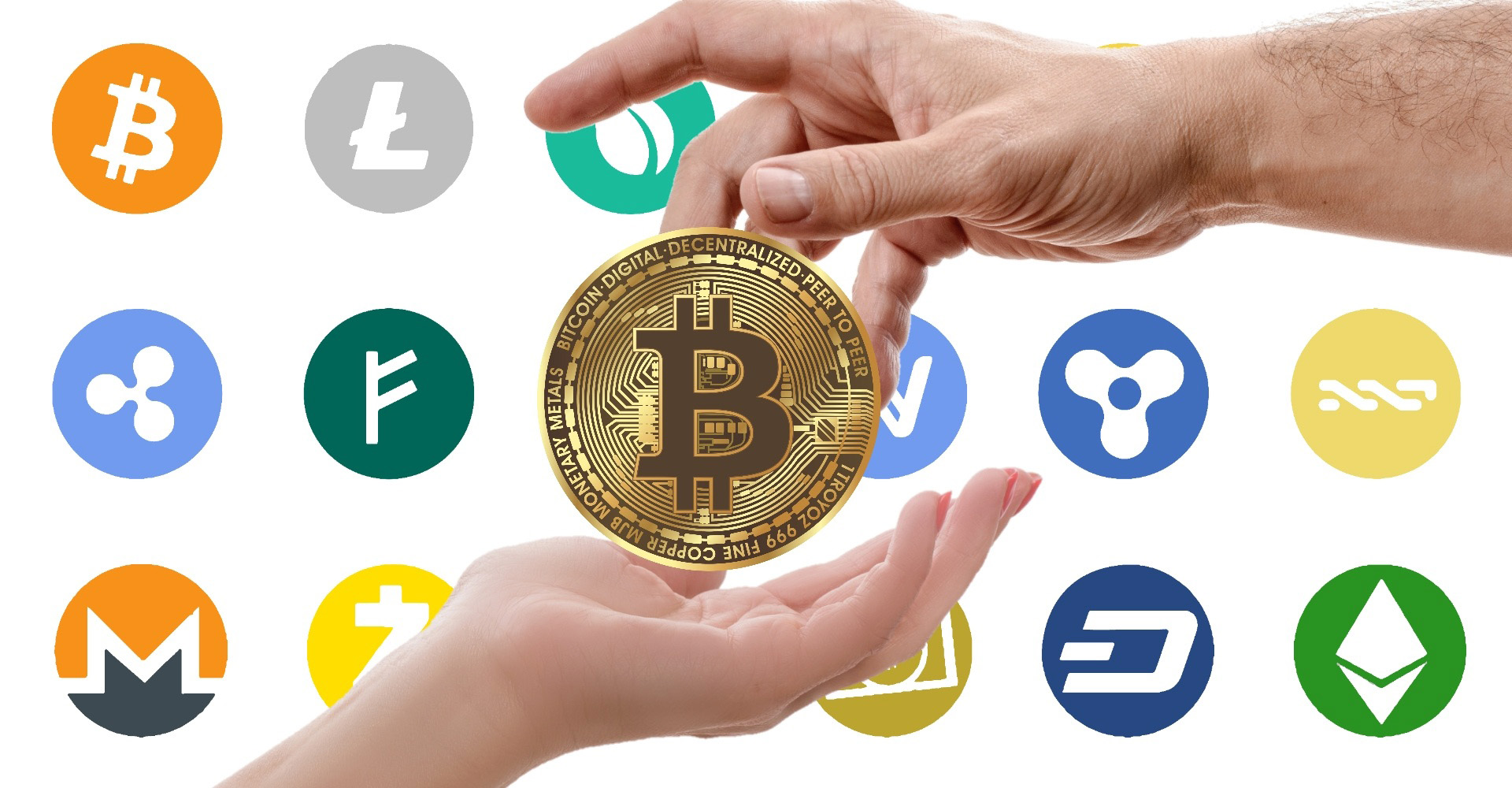
Vários logotipos de moedas criptográficas diferentes, o logotipo do bitcoin no meio exibe duas mãos, uma mão dando e a outra recebendo, e é uma metáfora para a troca de bitcoin

Uma troca de criptomoeda ou DCE (Digital Currency Exchange) é uma empresa que permite que os clientes negociem criptomoedas ou moedas digitais por outros ativos, como moeda fiduciária convencional ou outras moedas digitais. Uma troca de criptomoedas pode ser um formador de mercado que normalmente aceita os spreads de compra e venda como comissão de transação para o serviço ou, como plataforma correspondente, simplesmente cobra taxas.
No Brasil, as corretoras de criptomoedas, assim intituladas comercialmente, ou comercializadoras de ativos virtuais, conforme enquadradas pelo congresso brasileiro, ou ainda, "EXCHANGES" pela Receita Federal do Brasil, ainda não possuem regulação de nenhuma autarquia ou orgão público.

## Conceito
Uma troca de moeda digital pode ser um negócio de tijolo ou argamassa ou um negócio estritamente on-line. Como uma empresa física, troca métodos tradicionais de pagamento e moedas digitais. Como empresa on-line, troca dinheiro eletronicamente transferido e moedas digitais. Frequentemente, as trocas de moeda digital operam fora dos países ocidentais para evitar regulamentação e processo. No entanto, eles lidam com moedas fiduciárias ocidentais e mantêm contas bancárias em vários países para facilitar depósitos em várias moedas nacionais. As trocas podem aceitar pagamentos com cartão de crédito, transferências bancárias ou outras formas de pagamento em troca de moedas digitais ou criptomoedas. Desde 2018, os regulamentos de criptomoeda e de troca digital em muitas jurisdições desenvolvidas ainda não estão claros, pois os reguladores ainda estão considerando como lidar com esses tipos de negócios existentes, mas ainda não foram testados quanto à validade.
As trocas podem enviar criptomoeda para a carteira pessoal de criptomoeda do usuário. Alguns podem converter saldos de moedas digitais em cartões pré-pagos anônimos, que podem ser usados para sacar fundos de caixas eletrônicos em todo o mundo  enquanto outras moedas digitais são lastreadas por mercadorias do mundo real, como o ouro.
Os criadores de moedas digitais geralmente são independentes da troca de moeda digital que facilita a negociação na moeda. Em um tipo de sistema, os provedores de moeda digital (DCP) são empresas que mantêm e administram contas para seus clientes, mas geralmente não emitem moeda digital para esses clientes diretamente. Os clientes compram ou vendem moeda digital de trocas de moeda digital, que transferem a moeda digital para dentro ou para fora da conta DCP do cliente.  Algumas trocas são subsidiárias do DCP, mas muitas são empresas juridicamente independentes.  A denominação dos fundos mantidos nas contas do DCP pode ser de uma moeda real ou fictícia.

### Exchanges descentralizadas
Exchanges descentralizadas, como Etherdelta, IDEX e HADAX, não armazenam fundos dos usuários na bolsa, mas facilitam o comércio de criptomoedas ponto a ponto . As trocas descentralizadas são resistentes a problemas de segurança que afetam outras trocas, mas a Desde 2018     sofrem de baixos volumes de negociação.

## Maiores exchanges de criptomoedas (2018)
No início de 2018, a Bloomberg News relatou as maiores trocas de criptomoedas com base no volume e nos dados de receita estimada coletados pelo CoinMarketCap. Estatísticas semelhantes foram relatadas no Statista em uma pesquisa da Encrybit para entender os problemas de troca de criptomoedas. Segundo a pesquisa, as três principais trocas de criptomoedas são Binance, Huobi e OKEX. Outros pontos de dados da pesquisa incluíram os problemas que os comerciantes de criptomoedas enfrentam com as trocas de criptomoedas e a expectativa dos comerciantes. Segurança e altas taxas de negociação são as principais preocupações. As trocas são todas relativamente novas e de capital fechado. Vários não relatam informações básicas, como nomes dos proprietários, dados financeiros ou até a localização da empresa.
- Binance  MLT
- Upbit  ROK
- Huobi  SIN
- Bittrex  USA
- Bithumb  KOR
- OKEx  MLT
- Bitfinex  HKG
- Coinbase  USA
- Bitstamp  GBR
- Kraken  USA